# .fj
.fj — национальный домен верхнего уровня Фиджи. Администрируется Южнотихоокеанским университетом.
Регистрация открыта для всех желающих. Разрешена регистрация лишь в следующих поддоменах:
- ac.fj — только учебные заведения (academic), кроме школ
- biz.fj
- com.fj
- gov.fj — только госструктуры (government)
- info.fj
- mil.fj — только военные (military)
- name.fj
- net.fj
- org.fj
- pro.fj
- school.fj — только начальные и средние школы

Стоимость регистрации составляет 100 US$ за первый год и 50 US$ за последующие. Для организаций-резидентов стоимость регистрации — 100 FJ$ и 50 FJ$ ежегодное продление. Может быть внесена предоплата сразу за 10 лет из расчёта 50 долларов в год.